# Pohár vítězů pohárů v basketbalu mužů
Pohár vítězů národních pohárů v basketbalu mužů (PVP), který organizovala mezinárodní basketbalová federace FIBA, byl hrán v letech 1966–1991 a byl po Poháru evropských mistrů (od 1991 název Euroliga) druhou nejvýznamnější evropskou soutěží klubů basketbalu. Jeho nástupcem postupně byly Evropský pohár FIBA (European Cup 1991–1996), EuroCup (1996–1998), Saportův pohár (1998–2002, pojmenovaný podle španělského basketbalového funkcionáře Raimunda Saporty).
V roce 2002 došlo ke sloučení Saportova poháru a Koračova poháru do nové soutěže ULEB Cup, jehož řízení a organizaci od roku 2002 převzal ULEB - Unie evropských basketbalových lig, která v roce 2008 změnila název soutěže na ULEB Eurocup.
Nejvíce finálových účastí v poháru (šest) má španělský Real Madrid, který v poháru zvítězil čtyřikrát (1984, 1989, 1992, 1997) a dvakrát byl na 2. místě (1982, 1992). Italský klub Pallacanestro Cantu získal rovněž čtyři vítězství (1977–1979, 1981) a druhé místo v roce 1980.

## Historické názvy
- 1966–1991: FIBA European Cup Winners' Cup (Evropský pohár vítězů pohárů)
- 1991–1996: FIBA European Cup (Evropský pohár)
- 1996–1998: FIBA EuroCup
- 1998–2002: FIBA Saporta Cup

## Vítězové a výsledky finále poháru
Pokud byly hrány dva finálové zápasy, tak * označuje skóre zápasu hraného doma.
| Ročník            | Město zápasu       | Vítěz                       | Finalista                        | Skóre           |
| 1966-67           | Varese / Tel Aviv  | Varese (Ignis)              | Maccabi Tel Aviv                 | *77–67 / 67-*68 |
| 1967–68           | Athény             | AEK Athény                  | Slavia VŠ Praha                  | 89–82           |
| 1968–69           | Vídeň              | Slavia VŠ Praha             | Dinamo Tbilisi                   | 80-74           |
| 1969–70           | Vichy / Neapol     | Partenope Neapol (Fides)    | JDA Dijon                        | 60–*64 / *87-65 |
| 1970–71           | Leningrad / Miláno | Olimpia Miláno (Simmenthal) | Spartak Leningrad                | 55–*66 / *71-52 |
| 1971–72           | Soluň              | Olimpia Miláno (Simmenthal) | Crvena Zvezda                    | 74–70           |
| 1972–73           | Soluň              | Spartak Leningrad           | Split (Jugoplastika)             | 77–62           |
| 1973–74           | Udine              | Crvena Zvezda               | Spartak ZJŠ Brno                 | 86–75           |
| 1974–75           | Nantes             | Spartak Leningrad           | Crvena Zvezda                    | 63–62           |
| 1975–76           | Turín              | Olimpia Miláno (Cinzano)    | ASPO Tours                       | 88-73           |
| 1976–77           | Palma de Mallorca  | Cantu (Forst)               | Radnički Bělehrad                | 87-86           |
| 1977–78           | Milán              | Cantu (Gabetti)             | Virtus Bologna (Sinudyne)        | 84-82           |
| 1978–79           | Porec              | Cantu (Gabetti)             | Den Bosch                        | 83-73           |
| 1979–80           | Milán              | Varese (Emerson)            | Cantu (Gabetti)                  | 90-88           |
| 1980–81           | Řím                | Cantu (Squibb)              | FC Barcelona                     | 86-82           |
| 1981–82           | Brusel             | Cibona Záhřeb               | Real Madrid                      | 96-95           |
| 1982–83           | Palma de Mallorca  | VL Pesaro (Scavolini)       | ASVEL Villeurbanne               | 111-99          |
| 1983–84           | Ostende            | Real Madrid                 | Olimpia Miláno (Simac)           | 82-81           |
| 1984–85           | Grenoble           | FC Barcelona                | Žalgiris Kaunas                  | 77-73           |
| 1985–86           | Caserta            | FC Barcelona                | VL Pesaro (Scavolini)            | 101-86          |
| 1986–87           | Novi Sad           | Cibona Záhřeb               | VL Pesaro (Scavolini)            | 89-74           |
| 1987–88           | Grenoble           | Limoges CSP                 | Joventut Badalona                | 96-89           |
| 1988–89           | Athény             | Real Madrid                 | Juvecaserta (Snaidero)           | 119-113         |
| 1989–90           | Florencie          | Virtus Bologna (Knorr)      | Real Madrid                      | 79-74           |
| 1990–91           | Ženeva             | PAOK Soluň                  | Zaragoza (CAI)                   | 76-72           |
| FIBA European Cup |                    |                             |                                  |                 |
| 1991–92           | Nantes             | Real Madrid                 | PAOK Soluň                       | 65-63           |
| 1992–93           | Turín              | Aris Soluň                  | Efes Pilsen                      | 50-48           |
| 1993–94           | Lausanne           | Olimpija Lublaň (Smelt)     | Baskonia (Taugrés)               | 91-81           |
| 1994–95           | Istanbul           | Treviso (Benetton)          | Baskonia (Taugrés)               | 94-86           |
| 1995–96           | Vitoria            | Baskonia (Taugrés)          | PAOK Soluň                       | 88-81           |
| FIBA EuroCup      |                    |                             |                                  |                 |
| 1996–97           | Nikósie            | Real Madrid                 | Scaligera Verona (Rielo Mash J.) | 78-64           |
| 1997–98           | Bělehrad           | Žalgiris Kaunas             | Olimpia Miláno (Stefanel)        | 82-67           |
| 1998–99           | Zaragoza           | Treviso (Benetton)          | Valencia (Pamesa)                | 64-60           |
| FIBA Saporta Cup  |                    |                             |                                  |                 |
| 1999–00           | Lausanne           | AEK Athény                  | Virtus Bologna (Kinder)          | 83-76           |
| 2000–01           | Varšava            | Maroussi Athény             | Elan Chalon                      | 74-72           |
| 2001–02           | Lyon               | Siena (Montepaschi)         | BC Valencia (Pamesa)             | 81-71           |

Rozhodčí
Z celkového počtu 42 finálových zápasů čeští a slovenští rozhodčí byli jedním ze dvou rozhodčích 4 finálových utkání a to: Vladimír Novotný (1970), Pavol Bezek (1971), Milan Jahoda (1982) a Ľubomír Kotleba (1985),

## Účast a výsledky českých a slovenských klubů
Ve finále Poháru hrály české kluby celkem třikrát: Slavia VŠ Praha 2× (1968 - 2. místo, 1969 - vítěz poháru) a Zbrojovka Brno 1× (1974 - 2. místo). V semifinále měla Zbrojovka Brno další účast v roce 1967, kdy skončila na 3. místě.,

### české kluby
Slavia VŠ Praha / USK Praha - účast 8 ročníků, vítěz poháru (1969), 2. místo (1968), účast ve čtvrtfinálové skupině (1977).
- Celkem 42 zápasů (18 vítězství - 24 porážek).
- 1967-68 2. místo - 7 zápasů (5-2 skore 581-496) - osmifinále: VfL Osnabrück, Německo (90-51, 88-77), čtvrtfinále: AŠK Olimpija Lublaň, Slovinsko (95-64, 70-82), semifinále: ASK Vorwärts Lipsko, NDR (98-76, 58-57), porážka ve finále v Athénách před návštěvou více než 65 tisíc diváků s AEK Athény, Řecko 82-89.
  - Body ve finále: Jiří Zídek 31, Jiří Růžička 21, Robert Mifka 16, Karel Baroch 12, Bohumil Tomášek 2, dále hráli Jiří Ammer, Jaroslav Křivý, Jiří Konopásek. Trenér Jiří Baumruk.
- 1968-69 Vítěz PVP 1969 - 7 zápasů (7 - 0, 619-533) - osmifinále: Helsingin Kisa-Toverit, Finsko (94-86, 76-74), čtvrtfinále: CWKS Legia Varšava, Polsko (113-82, 91-80), semifinále: AŠK Olimpija Lublaň, Slovinsko (82-61, 83-76) a vyhrála ve finále ve Vídni nad BK Dinamo Tbilisi, Gruzie 80-74 a stala se vítězem Poháru vítězů pohárů 1969.
  - Body ve finále: Jiří Zedníček 22, Robert Mifka 16, Jiří Zídek 15, Jiří Ammer 14, Jiří Konopásek 9, Jiří Růžička 2, Karel Baroch 2. Trenér Jaroslav Šíp.
- 1975-76 2 zápasy (0-2 151-162) - osmifinále: SSV Hagen, Německo (76-78, 75-84).
- 1976-77 10 zápasů (4-6 776-847) - 1. kolo: AEK Athény, Řecko (106-59, 66-73), osmifinále: Kortrijk SC, Belgie (95-69, 83-96), 4. místo ve čtvrtfinálové skupině A (2-4 426-550): Olimpia Miláno (97-83, 63-105), BK Spartak Leningrad (84-79, 58-84), KK Radnički Bělehrad (54-84, 70-115)
- 1977-78 2 zápasy (1-1 156-176) - osmifinále: EBBC Den Bosch, Nizozemsko (83-78, 73-98).
- 1992-93 2 zápasy (0-2 185-221) - 3. kolo: CSKA Moskva (96-113, 89-108)
- 1993-94 2 zápasy (0-2 158-166) - 3. kolo: Fidefinanz Bellinzona Basket, Švýcarsko (75-78, 83-88)
- 1997-98 10 zápasů (1-9 730-893) - 6. místo ve skupině F: AS Apollon Patras, Řecko (86-108, 69-99), Spirou BC Charleroi, Belgie (61-71, 58-94), KK Kovinotehna Savinjska Polzela, Slovinsko (75-79, 68-93), Libertel EBBC Den Bosch, Nizozemsko (84-67, 66-77), KK Zrinjevac Zagreb, Chorvatsko (95-115, 68-90)

Spartak - Zbrojovka Brno / BC Brno- účast 8 ročníků, 2. místo v roce 1974, 3. místo v roce 1967, účast ve čtvrtfinálové skupině (1973).
- Celkem 47 zápasů (21 vítězství - 26 porážek).
- 1966-67 3. místo - 6 zápasů (4-2 skore 525-457) - osmifinále: BBC Diekirch, Lucembursko (116-101, 94-69), čtvrtfinále: Royal IV SC Anderlecht Brusel, Belgie (91-69, 88-76), v semifinále prohrál s pozdějším vítězem soutěže Ignis Pallacanestro Varese, Itálie (83-84, 53-58).
- 1971-72 4 zápasy (2-2 385-318) - 1. kolo: BBC Arantia Larochette, Lucembursko (111-65, 113-85), osmifinále AP Fides Partenope Neapol, Itálie (69-76, 82-92).
- 1972-73 8 zápasů (3-5 670-665) - 2. kolo: ATSV Mounier Wels, Rakousko (105-73, 82-83), osmifinále: Olympiakos Pireus, Řecko (76-74, 94-87), 3. místo ve čtvrtfinálové skupině A (1-3 313-348): Sony Olimpia Miláno, Itálie (79-75, 83-109), BK Spartak Leningrad, SSSR (74-82, 77-82).
- 1973-74 2. místo - 11 zápasů (7-4 1018-910) - 2. kolo: Embassy All-Stars Bromley, Anglie (123-76, 103-84), osmifinále: Royal Molenbeek BC Brusel, Belgie (114-83, 96-94), vítěz čtvrtfinálové skupiny B (2-2 349-330): CSA Steaua Bukurešť, Rumunsko (96-86, 64-77), CB Estudiantes Madrid, Španělsko (117-93, 72-74), semifinále: Pallacanestro Turín, Itálie (88-71, 70-86) a prohrála až ve finále s KK Crvena Zvezda Bělehrad, Jugoslávie 75-86 a skončila na druhém místě.
  - Body ve finále: Jan Bobrovský 20, Kamil Brabenec 14, Vojtěch Petr 10, Jiří Balaštík 9, Jaroslav Beránek 8, Petr Novický 8, Jiří Pospíšil 6. Trenér František Konvička.
- 1992-93 2 zápasy (0-2 135-189) - 1. kolo: Pro-Specs EBBC Den Bosch, Nizozemsko (73-101, 62-88).
- 1993-94 2 zápasy (0-2 165-189) - 2. kolo: Olitalia Mens Sana Basket Siena, Itálie (87-98, 78-91)
- 1994-95 2 zápasy (0-2 165-189) - 3. kolo: Hapoel Tel-Aviv BC, Izrael (72-79, 66-86)
- 1996-97 12 zápasů (5-7 969-969) - 4. místo ve skupině F (4-6 822-815): AS Apollon Patras, Řecko (76-84, 71-92), CS Universitatea Cluj, Rumunsko (109-79, 96-74), BK Akvarius Volgograd, Rusko (108-80, 68-80), BC Sunair Oostende, Belgie (65-70, 79-78), BK Budivelnik Kijev, Ukrajina (93-102, 57-76), postup do 1/16: Iraklís BC Soluň, Řecko (86-78, 61-76)

BK Nový Jičín - účast 3 ročníky - celkem 22 zápasů (4 vítězství - 18 porážek),
- 1995-96 2 zápasy (0-2 163-175) - 1. kolo: SSV Ratiopharm Ulm, Německo (93-94, 70-81).
- 1998-99 10 zápasů (2-8 755-902) - 6. místo ve skupině B: KK MZT Skopje, Makedonie (94-87, 74-100), Türk Telekom SK Ankara, Turecko (77-67, 71-89), KK Split, Chorvatsko (71-113, 70-97), BK Slovakofarma Pezinok (83-91, 68-82), Cholet Basket, Francie (79-80, 68-96)
- 1999–2000 10 zápasů (2-8 723-802) - 6. místo ve skupině B: KK Radnički Bělehrad (72-69, 83-98), KK Sakalai Vilnius, Litva (71-83, 62-72), Torpan Pojat Helsinki, Finsko (85-82, 54-74), Frankfurt Skyliners, Německo (70-85, 70-73), KK Krka Novo Mesto, Slovinsko (87-84, 72-79)

Dukla Olomouc - účast 3 ročníky, celkem 12 zápasů (4 vítězství - 7 porážek, 1 nerozhodně).
- 1970-71 4 zápasy (1-2, 1 nerozhodně, skore 317-309) - 1. kolo: Flamingo Haarlem, Nizozemsko (113-66, 58-92), osmifinále: KK Zadar, Jugoslávie (85-85, 61-66).
- 1974-75 4 zápasy (2-2, 300-312) - 1. kolo: BBC T71 Dudelange, Lucembursko (72-68, 76-61), osmifinále: KK Split, Jugoslávie (82-84, 70-99).
- 1978-79 4 zápasy (1-3, 594-495) - 1. kolo: GM Vasas SC Budapešť, Maďarsko (67-57, 79-83), osmifinále: KK Radnički Bělehrad (85-97, 83-111).

RH Pardubice / BK JIP Pardubice - účast 2 ročníky, celkem 12 zápasů (4 vítězství - 7 porážek, 1 nerozhodně), účast ve čtvrtfinálové skupině (1984).
- 1983-84 10 zápasů (4-6 843-921) - 1. kolo: CA Queluz Pioneer, Portugalsko (122-76, 63-90), osmifinále: Turun NMKY Turku, Finsko (87-89, 91-87), 4. místo ve čtvrtfinálové skupině B (2-4 480-579): US Scavolini Victoria Libertas Pesaro, Itálie (104-102, 75-98), Real Madrid (67-93, 62-113), Panathinaikos BC Athény, Řecko (94-82, 78-91).
- 1994-95 2 zápasy (0-2 157-165) - 1. kolo: UKJ SÜBA Basketball St. Pölten, Rakousko (71-76, 86-89)

BK Nová huť Ostrava - účast 2 ročníky, celkem 12 zápasů (5 vítězství - 7 porážek), účast ve čtvrtfinálové skupině (1987).
- 1984-85 2 zápasy (1-1 186-187) - osmifinále: UBSC Landis&Gyr Vídeň, Rakousko (118-93, 68-94) vyřazena rozdílem jednoho bodu ve skore.
- 1986-87 10 zápasů (4-6 845-849) - 1. kolo: APOEL Limassol, Kypr (105-38, 97-36), osmifinále: KTP Kotka, Finsko (110-87, 86-105), 4. místo ve čtvrtfinálové skupině A (1-5 447-583): CSKA Moskva (70-89, 77-103), Joventut Badalona, Španělsko (89-110, 64-98), ASVEL Villeurbanne Lyon, Francie (83-77, 64-106).

BK Opava - účast 1 ročník
- 1997-98 celkem 10 zápasů (1-9 745-840) - 6. místo ve skupině B: Le Mans Sarthe Basket, Francie (80-87, 63-69), WKS Slask Wroclaw, Polsko (79-85, 77-87), Fenerbahce SK Istanbul, Turecko (77-73, 61-77), ASK Rīga, Lotyšsko (79-85, 71-100), KK Pivovarna Laško, Slovinsko (83-86, 75-91)

BC Sparta Praha - účast 1 ročník
- 1991-92 celkem 2 zápasy (1 vítězství, 1 porážka, skore 171-184) - 1. kolo: Panionios BC Athény, Řecko (87-81, 84-103).

### slovenské kluby
BK Pezinok - účast 6 ročníků
- Celkem 66 zápasů (32 vítězství - 34 porážek). Dvakrát účast v osmifinále (1999, 2002).
- 1994-95 4 zápasy (2-2, 328-335) - 1. kolo: BBC US Hiefenech Heffingen, Lucembursko (81-78, 96-83), 2. kolo: Taugrés Baskonia Vitoria, Španělsko (65-84, 86-90)
- 1997-98 12 zápasů (5-7 910–1059) - 4. místo ve skupině F (4-6 756-856): Panathinaikos BC Athény, Řecko (70-85, 60-87), BK Budivelnik Kijev (UKR) (83-73, 69-96), Maccabi Ironi Raanana BC, Izrael (83-72, 63-84), UKJ SÜBA Basket. St. Pölten, Rakousko (80-67, 82-79), BK Avtodor Saratov, Rusko (99-115, 67-98), postup do 1/16: Pallacanestro Cantu, Itálie (95-87, 59-79)
- 1998-99 14 zápasů (6-8 1069–1094) - 4. místo ve skupině B (5-5 759-771): Türk Telekom SK Ankara, Turecko (80-78, 66-77), Cholet Basket, Francie (63-62, 64-85), KK MZT Skopje, Makedonie (75-60, 76-84), BK Mlékárna Kunín Nový Jičín (82-68, 91-83), KK Split, Chorvatsko (79-82, 83-92), postup do 1/16: Sony Olimpia Miláno, Itálie (89-77, 72-75), 1/8: KK Budućnost Podgorica, Srbsko (81-85, 68-86)
- 1999-00 12 zápasů (5-7 946-952) - 3. místo ve skupině E (5-5 786-782): Hercules BC Soluň, Řecko (52-64, 97-105), KK Partizan Bělehrad (65-70, 93-89), UKJ SÜBA Basketball St. Pölten, Rakousko (88-66, 81-72), Telekom Baskets Bonn, Německo (69-76, 95-84), FC Porto, Portugalsko (83-76, 63-80), postup do 1/16: WKS Slask Wroclaw, Polsko (79-86, 81-84)
- 2000-01 12 zápasů (5-7 1030–1039) - 4. místo ve skupině E (5-5 851-832): Luhta Lahden NMKY Lahti, Finsko (99-86, 102-76), WTK Anwil Wloclawek, Polsko (73-76, 79-81), Lineltex AC Imola Basket, Itálie (86-80, 103-99), KK Borac Nektar Banja Luka, Bosna (81-68, 76-94), Telindus Racing B. Antwerpen, Belgie (79-82, 73-90), postup do 1/16: Telekom Baskets Bonn, Německo (93-110, 86-97)
- 2001-02 12 zápasů (9-3 979-899) - 1. místo ve skupině D (8-2 827-736): KK FMP Železnik Bělehrad (95-92, 92-81), GSS Keravnos Kéo Limassol, Kypr (93-62, 87-54), KK Split, Chorvatsko (85-89, 80-86), KK Igokea Aleksandrovac, Bosna (62-58, 81-78), Iraklís BC Soluň, Řecko (86-74, 66-62), postup do 1/8: WTK Anwil Wloclawek, Polsko (74-68, 78-95)

BK Inter Slovnaft Bratislava - účast 4 ročníky
- Celkem 32 zápasů (8 vítězství - 24 porážek). Dvakrát účast ve čtvrtfinálové skupině (1982, 1983).
- 1981-82 8 zápasů (1-7 skore 684-757) - osmifinále: BC Hellas Gent, Belgie (108-72, 77-82), 4. místo ve čtvrtfinálové skupině B (1-5 517-595): Real Madrid, Španělsko (86-111, 89-110), BS Parker Leiden, Nizozemsko (83-96, 83-86), Stroitel Kyjev (88-96, 80-104)
- 1982-83 8 zápasů (3-5 719-722) - osmifinále: BK Klosterneuburg, Rakousko (111-83, 64-74), 3. místo ve čtvrtfinálové skupině B (2-4 544-565): KK Smelt Olimpija Lublaň (101-95, 90-97), Soproni MAFC, Maďarsko (102-68, 80-92), ASVEL Villeurbanne Lyon, Francie (87-103, 84-110),
- 1995-96 6 zápasů (3-2 1 nerozhodně 444-441): 1. kolo: UBC Stahlbau Oberwart, Rakousko (88-68, 70-78), 2. kolo: Galatasaray SK Istanbul, Turecko (76-76, 64-63), 3. kolo: WTK Nobiles Wloclawek, Polsko (87-76, 59-80)
- 1996-97 10 zápasů (1-9 755-890) - 6. místo ve skupině G: TDK Basquet Manresa (SPA) (78-95, 63-82), Torpan Pojat Helsinky, Finsko (91-95, 60-75), BK Avtodor Saratov, Rusko (78-91, 66-94), KK Beočin, Srbsko (59-76, 77-86), BK Šachťor Doněck, Ukrajina (93-90, 90-106)

BK Iskra Svit - účast 3 ročníky
- Celkem 8 zápasů (2 vítězství - 6 porážek), dvakrát účast v osmifinále (1970, 1986).
- 1969-70 2 zápasy (0-2 139-182) - osmifinále: Standard BC Lutych, Belgie (72-81, 67-101).
- 1985-86 4 zápasy (1-3 326-357) - 1. kolo: Fenerbahce SK Istanbul, Turecko (104-76, 71-94), osmifinále: Stade Francais BC Paříž, Francie (80-84, 71-103).
- 1993-94 2 zápasy (1-1 170-176) - 2. kolo: Saab U. Urheilijat Uusikaupunki, Finsko (81-58, 89-118)

Baník Cigeľ Prievidza - účast 2 ročníky, celkem 4 zápasy (1 vítězství - 3 porážky)
- 1994-95 2 zápasy (0-2 131-168) - 3. kolo: ASK Rīga, Lotyšsko (66-82, 65-86)
- 1995-96 2 zápasy (1-1 169-180) - 3. kolo: KK Smelt Olimpija Ljubljana, Slovinsko (81-73, 88-107)